# Rutilia brunneipennis
Rutilia brunneipennis là một loài ruồi trong họ Tachinidae.